# Niketas Triphyllios
Niketas Triphyllios (Oudgrieks Νικήτας Τριφύλλιος) (overleden op 30 april 803) was een van de hoogste ambtenaren van het Byzantijnse Rijk tijdens het bewind van de Byzantijnse keizerin Irene van Byzantium (regeerde 797-802). Niketas bekleedde de positie van domesticus van de Scholae.

## Biografie
Niketas maakt voor het eerst zijn opwachting op het publieke toneel in de triomftocht die Irene op Paasmaandag (1 april) van het jaar 799 hield. Op dat moment was hij reeds domesticus van de Scholae (commandant van het Scholae-regiment (een elite-eenheid)) en houder van de hoogste waardigheid van Patrikios. Niketas was een van de vier patrikioi (samen met Bardanes Tourkos, Constantijn Boilas en zijn eigen broer Sisinnios), die vier witte paarden leidden, die de keizerlijke koets trokken, een rol die hem markeert als een van de meest prominente van Irenes aanhangers onder de hoogwaardigheidsbekleders van de staat.
Een paar weken later, in mei, verslechterde Irenes gezondheid aanzienlijk. De kwestie van haar opvolging raakte daardoor in een stroomversnelling. Op dit punt verbonden Niketas (en mogelijk ook zijn broer) zich met de eunuch-ambtenaar Aetios om de invloed van Irenes machtige eerste minister, de eunuch Staurakios te beteugelen. De twee wendden zich persoonlijk tot de keizerin en beschuldigden Stauriakos van een samenzwering om de troon te grijpen. Staurakios kwam er vanaf met een berisping door keizerin Irene, maar nam daarna stappen om gewapende steun te werven om Aetios' en Niketas' controle van de hoge officieren in het leger het hoofd te bieden. De twee kampen bleven daarna tot  februari 800 in een patstelling, toen het Staurakios verboden werd om nog verder contacten met het leger te onderhouden en toen Aetios gepromoveerd werd tot de machtige post van strategos van het Anatolische thema. Ondanks het feit dat Staurakios snel daarna dodelijk ziek werd, starten zijn aanhangers een opstand in Cappadocië. Staurakios overleed echter op 3 juni 800, nog voordat het nieuws van het neerslaan van de opstand in Cappadocië de hoofdstad had bereikt.
Ondanks zijn eerdere steun voor Irene keerde Triphyllios zich het volgende jaar tegen het fiscale beleid van de keizerin, evenals de toenemende invloed van Aetios, die Niketas' broer Sisinnios als strategos van Thracië door zijn eigen broer Leo verving. Hij was onder de leiders van de omverwerping door de Logothetes tou genikou (logotheet-generaal), Nikephoros I op 31 oktober 802. Na de omwenteling bleef hij zijn functie als domesticus van de Scholae houden tot aan zijn plotselinge dood op 30 april 803. De Byzantijnse kroniekschrijvers melden het gerucht dat hij mogelijk in opdracht van  Nikephoros zou zijn vergiftigd, maar gezien Nikephoros' nauwe relatie met Sisinnios, ook na de dood van Niketas, lijkt dit onwaarschijnlijk.

### Voetnoten
1. 1 2 3  Guilland (1967), blz. 436.
2. ↑  Treadgold (1988), blz. 114.
3. ↑  Winkelmann et al. (1999), blz. 420-421.
4. ↑  Treadgold (1988), blz. 115-117.
5. 1 2  Winkelmann et al. (1999), blz. 421.
6. ↑  Treadgold (1988), blz. 118-119, 129.